# تروپینون
تروپینون (به انگلیسی: Tropinone) با فرمول شیمیایی C8H13NO یک ترکیب شیمیایی با شناسه پاب‌کم 446337 است. که جرم مولی آن 139.195 گرم بر مول می‌باشد. شکل ظاهری این ترکیب، جامد قهوه‌ای است.